# Устье (Юрьянский район)
Устье — деревня в Юрьянском районе Кировской области в составе Медянского сельского поселения.

## География
Находится на правом берегу реки Вятка на расстоянии примерно 10 километров на запад по прямой от поселка Мурыгино.

## История
Известна с 1931 года как коммуна "Красноармеец". С1939 деревня Устье. В 1950 году учтено 20 хозяйств и 71 житель. Ныне имеет дачный характер.

## Население
Постоянное население  не было учтено как в 2002 году, так и в 2010.